# Bengkalis (Insel)
Bengkalis (indonesisch Pulau Bengkalis) ist eine indonesische Insel vor der Ostküste Sumatras in der Straße von Malakka gelegen. 

## Geographie
Die Insel ist 67 km lang, knapp 20 km breit und durchweg flach. Mit einer Fläche von 929 km² stellt sie die viertgrößte einer ganzen Reihe von vor der Ostküste Sumatras liegenden Inseln dar, die jeweils durch nur wenige Kilometer breite Meeresarme voneinander getrennt sind: ungefähr 60 km im Nordwesten liegt die Insel Rupat, unmittelbar im Süden liegt die Insel Padang. Südwestlich von Bengkalis liegt Sumatra, von dem sie durch die Bengkalis-Straße getrennt ist, und nördlich beginnt die offene Straße von Malakka.

## Verwaltung
Administrativ gehört die Insel Bengkalis zum gleichnamigen Regierungsbezirk (Kabupaten) Bengkalis der Provinz Riau und besteht aus den zwei Unterdistrikten (Kecamatan) Bengkalis im Süden und Bantan im Norden. Größte und bedeutendste Stadt ist Bengkalis mit rund 67.000 Einwohnern an der Südwestküste der Insel, welche auch Hauptstadt des Regierungsbezirks ist.